# Joe Schmidt (allenatore di rugby)
Josef Schmidt, detto Joe (New Plymouth, 12 settembre 1965), è un allenatore neozelandese di rugby a 15, in passato brevemente attivo da giocatore nel ruolo di estremo per la provincia di Manawatu; da allenatore professionista ha guidato la provincia irlandese di Leinster alla vittoria in due Heineken Cup, un Pro12 e una Challenge Cup.
Dal 2013 al 2019 ha allenato la Nazionale irlandese, con cui ha vinto i Sei Nazioni del 2014, 2015 e 2018. Dal 2024 è commissario tecnico dell'Australia.

## Biografia
Nativo di New Plymouth e cresciuto a Woodwille (Manawatu-Wanganui), Schmidt giocava nel ruolo di estremo e come picco della carriera giunse a rappresentare la provincia di Manawatu nel 1988, disputando anche, nel 1989, un incontro contro il XV della Francia nel corso del tour della formazione europea in Nuova Zelanda, riuscendo anche a marcare una meta.
Nel 1989 ebbe una breve esperienza in Irlanda a Mullingar, al ritorno dalla quale si ruppe il tendine di Achille e terminò la carriera da giocatore.
Il preside di una scuola superiore di Palmerston North lo chiamò quindi come insegnante di letteratura inglese, con la condizione di occuparsi anche della squadra di rugby dell'istituto, cosa che accettò; successivamente fu a Napier e a Tauranga, dove ricoprì anche il ruolo di vicepreside della scuola.
Nel 2000 assunse il suo primo incarico federale, la direzione della Nazionale scolastica neozelandese, per poi guidare la formazione provinciale di Bay of Plenty, da lui condotta alla sua prima conquista del Ranfurly Shield.
Quell'esperienza fu il trampolino di lancio per un club di Super Rugby, i Blues di Auckland come assistente di Peter Sloane e, successivamente, di David Nucifora.
Nel 2007 fu in Francia come vice di Vern Cotter alla guida del Clermont che si laureò campione nazionale nel 2009-10.
In quello stesso anno l'allenatore australiano del Leinster Michael Cheika lasciò la franchise per allenare lo Stade français, e Schmidt fu chiamato per sostituirlo.
Il triennio alla guida di Leinster fu tra i più vittoriosi della storia del club; alle due vittorie consecutive in Heineken Cup nel 2010-11 e 2011-12 fecero seguito, nel 2013, la conquista del Pro12 e quella della Challenge Cup.
Dopo i deludenti risultati della Nazionale irlandese, che chiuse il Sei Nazioni 2013 all'ultimo posto a pari punti con la Scozia, la Federazione decise il cambio di commissario tecnico e di non rinnovare il contratto di Declan Kidney, allenatore uscente, preferendo affidare la squadra a Schmidt nonostante questi avesse un impegno fino al 2014 con Leinster.
Sotto la guida di Schmidt l'Irlanda si aggiudicò due edizioni consecutive del Sei Nazioni nel 2014 e 2015, entrambe a pari punti dell'Inghilterra ma con un miglior quoziente realizzazioni; a luglio 2015 ha firmato un'estensione di contratto, che originariamente scadeva nel 2016, per allenare l'Irlanda fino al 30 giugno 2017.
Terminato l'incarico sulla panchina irlandese, nel 2022 ha firmato un contratto con la New Zealand Rugby, diventando allenatore in seconda dei Blues e selezionatore degli All Blacks. Nel 2023 non rinnova il contratto con la federazione neozelandese. Nel gennaio 2024 firma con la Australian Rugby Union per diventare il nuovo ct della nazionale australiana.

## Palmarès

### Allenatore
- Pro12: 1
Leinster: 2012-13
- Heineken Cup: 2
Leinster: 2010-11, 2011-12
- Challenge Cup: 1
Leinster: 2012-13
- Sei Nazioni: 3
Irlanda: 2014,2015, 2018